# Südkegel

Kerndefinition des Südkegels
Teilweise zum Südkegel gerechnet
Restliche Bundesstaaten Brasiliens

Der Südkegel (spanisch Cono Sur, portugiesisch Cone Sul) ist eine Bezeichnung für den ungefähr dreiecksförmigen südlichen Teil Südamerikas (südlich des Wendekreises des Steinbocks). Er umfasst in der engeren Definition die Staaten Argentinien, Chile und Uruguay. In einer weiteren Definition werden auch Paraguay sowie einige Bundesstaaten Brasiliens (Rio Grande do Sul, Santa Catarina, Paraná, São Paulo) dazu gezählt.

## Geographie
Der Südkegel wird landschaftlich von den Erhebungen der Anden, dem patagonischen Flachland, den Wäldern der La-Plata-Region, der Atacamawüste und im Norden von den Ausläufern des Chaco und der Pampa geprägt. Wichtige Flüsse sind der Río de la Plata, der Paraná, der Uruguay, der Bermejo, der Rio Iguaçu, der Negro, der Salado und der Tercero (die in den Atlantik fließen); westlich der Anden der Choapa, der Aconcagua, der Maipo, der Maule, der Bío-Bío, der Toltén, der Bueno und der Serrano (die in den Pazifik fließen). Viele Flüsse des Südkegels entspringen in den Anden.

## Sprachen
In den Ländern des Südkegels wird aufgrund der spanischen Kolonisation im 16. Jahrhundert hauptsächlich Spanisch gesprochen. Zählt man Teile Brasiliens zum Südkegel, ist Portugiesisch die zweithäufigste Sprache. Verbreitet sind außerdem die indigenen Sprachen Mapudungun (die Sprache der Mapuche) und Guaraní (die Sprache der Guaraní) sowie im Nordwesten auch Quechua, Aymara und andere. Italienisch, vor allem in seiner venetischen Variante, wird im ländlichen Raum in manchen Gegenden Argentiniens und Südbrasiliens gesprochen. In Südchile sowie in einigen Gebieten im Süden Brasiliens und Argentiniens sind in Resten auch deutsche Sprachinseln anzutreffen. In Patagonien wird auch Walisisch gesprochen, und im Südosten kommt auch Japanisch und Koreanisch vor. Portuñol (port.: Portunhol) ist eine nicht normierte Mischsprache aus Spanisch und Portugiesisch, die an der Grenze zu Brasilien verwendet wird.

## Sozioökonomische Situation
Der Südkegel ist die ökonomisch stärkste Region Südamerikas. Die Staaten Argentinien und Uruguay sind die Länder mit dem höchsten BIP pro Kopf in Kaufkraftparitäten in Südamerika. Die manchmal zum Südkegel hinzugezählten südlichen Bundesstaaten Brasiliens gehören ebenfalls zu den reichsten in Brasilien und sind dies auch in Relation zu Südamerika; auf Paraguay, das ebenfalls manchmal zum Südkegel gezählt wird, trifft dies allerdings nicht zu.